# Тунеш (Силвеш)
Тунеш (порт. Tunes) — район (фрегезия) в Португалии, входит в округ Фару. Является составной частью муниципалитета Силвеш. По старому административному делению входил в провинцию Алгарве (регион). Входит в экономико-статистический субрегион Алгарве, который входит в Алгарве. Население составляет 2022 человека на 2001 год. Занимает площадь 12,13 км².